# Când lumile se ciocnesc
Când lumile se ciocnesc (titlu original When Worlds Collide) este un roman științifico-fantastic din 1933 scris de Philip Wylie și Edwin Balmer, cei care au scris și continuarea din 1934 După ce lumile se ciocnesc (After Worlds Collide). Romanul a fost publicat pentru prima oară ca o serie de șase părți (septembrie 1932-februarie 1933) în revista Blue Book, cu ilustrații de Joseph Franké.

## Povestea
Sven Bronson, un astronom din Africa de Sud, descoperă că o pereche de planete interstelare (Bronson Alpha și Bronson Beta) va intra curând în sistemul solar. Cea mai mare, Alpha, va trece destul de aproape pentru a provoca Pământului daune catastrofale. Opt luni mai târziu, după ce se va roti în jurul Soarelui, Alpha va reveni, va pulveriza Pământul și va trece mai departe. Se presupune că planeta Bronson Beta va rămâne și va ocupa orbita terestră.
Oamenii de știință conduși de Cole Hendron muncesc cu disperare pentru a construi o navă spațială suficient de mare pentru a transporta cât mai mulți oameni, animale și echipamente pe Bronson Beta într-o încercare de a salva rasa umană. Guvernele sunt sceptice, dar oamenii de știință sunt insistenți și dezvoltă tehnologia necesară navei spațiale, părți ale navei fiind construite în diferite țări. Națiunile, inclusiv Statele Unite, evacuează regiunile de coastă pentru a se pregăti de prima trecere a planetelor Bronson. Tsunamii ating înălțimi de sute de metri, erupții vulcanice și cutremurele provoacă multe pagube și morți, iar clima devine una haotică pentru mai mult de două zile. Ca o prevestire a ceea ce va urma, prima trecere a planetei Bronson Alpha scoate Luna de pe orbită.
La baza Hendron, o mână de oamenii reușesc să construiască două nave spațiale. Acestea decolează cu toți supraviețuitorii din bază (cei care au rămas în viață după un conflict cu o mulțime de refugiați disperați). Una dintre nave coboară cu succes pe Bronson Beta, dar fără a mai avea contact radio cu oricare altă navă, membrii echipajului presupun că doar ei au reușit să se mute pe noua planetă. Își dau seama că noua lor casă este locuibilă și găsesc urmele unei civilizații băștinașe care a dispărut cu milioane de ani atunci când planeta s-a îndepărtat de soare.
Continuarea romanului, After Worlds Collide, prezintă povestea supraviețuitorilor pe planeta Bronson Beta aflată pe o orbită stabilă, dar excentrică, în jurul Soarelui.

## Adaptări și influențe
When Worlds Collide a avut profunde influențe asupra genului science-fiction. Tema unei planete care se apropie amenințător Pământ și cea a unui erou atletic și a prietenei sale care călătoresc spre o nouă planetă cu racheta, au fost folosite de către scriitorul Alex Raymond în 1934 în benzi sale desenate cu Flash Gordon. Povestirea lui Jack Williamson din 1934 Born of the Sun (Născut pe Soare) a folosit aceeași temă a unui om de știință a logodnicei sale care scapă în timpul distrugerii Pământului într-o arcă a spațiului construită în grabă. Revista de benzi desenate din 1940-1941 Speed Spaulding, o adaptare creditată ca fiind realizată de autorii romanului, a fost bazată pe roman în mod direct. Tema plecării de pe o planetă condamnată pe una locuibilă, apare și în banda desenată din 1938 Superman realizată de Jerry Siegel și Joe Shuster.
După roman s-a realizat în 1951 filmul When Worlds Collide, produs de George Pal și regizat de Rudolph Mate. Filmul a inspirat producerea filmului Deep Impact din 1998. O altă adaptare cinematografică a romanului este programată pentru lansare în 2012 de către studioul DreamWorks. Viitorul film va fi regizat de Stephen Sommers și produs de către Steven Spielberg.